# Iskry (wieś)
Iskry (biał. Іскры; ros. Искры, Iskry; hist. pol. Kłopotycze, Kłopytycze; biał. Клапы́тычы, Клапы́чычы, Kłapytyczy, Kłapyczycy) – wieś na Białorusi, w obwodzie mińskim, w rejonie kleckim, w sielsowiecie Kuchczyce, przy drodze republikańskiej R13.

## Historia
W dwudziestoleciu międzywojennym wieś i dwa folwarki leżące w Polsce, w województwie nowogródzkim, w powiecie nieświeskim, w gminie Siniawka. Demografia w 1921 przedstawiała się następująco:
|                       | Liczba mieszkańców | Budynki | Narodowość  | Narodowość        | Wyznanie    | Wyznanie |
| Polacy                | Liczba mieszkańców | Budynki | Białorusini | rzymskokatolickie | prawosławne |          |
| --------------------- | ------------------ | ------- | ----------- | ----------------- | ----------- | -------- |
| wieś Kłopotycze       | 337                | 63      | 2           | 335               | 2           | 335      |
| folwark Kłopotycze I  | 22                 | 2       | 16          | 6                 | 16          | 6        |
| folwark Kłopotycze II | 5                  | 2       | 2           | 3                 | 2           | 3        |

Po II wojnie światowej w granicach Związku Sowieckiego. Od 1991 w niepodległej Białorusi.